# British Academy Television Awards de 2016
O British Academy Television Awards de 2016 (ou BAFTA TV Awards 2016) foi realizado em 8 de maio de 2016 no Royal Festival Hall em Londres, com apresentação de Graham Norton. 
As nomeações foram anunciadas em 30 de março, com a série Wolf Hall indicada a quatro prêmios.

## Vencedores e indicados
- Fonte:[1]

| Melhor Ator | Melhor Atriz |
| --- | --- |
| - Mark Rylance – Wolf Hall como Thomas Cromwell (BBC Two) - Ben Whishaw – London Spy como Daniel "Danny" Edward Holt (BBC Two) - Idris Elba – Luther como Detetive John Luther (BBC One) - Stephen Graham – This Is England '90 como Andrew "Combo" Gascoigne (Channel 4) | - Suranne Jones – Doctor Foster como Gemma Foster (BBC One) - Claire Foy – Wolf Hall como Anne Boleyn (BBC Two) - Ruth Madeley – Don’t Take My Baby como Anna Watson (BBC Three) - Sheridan Smith – The C-Word como Lisa Lynch (BBC One)                                    |
| Melhor Ator Coadjuvante | Melhor Atriz Coadjuvante |
| - Tom Courtenay – Unforgotten como Eric Slater (ITV) - Anton Lesser – Wolf Hall como Thomas More (BBC Two) - Cyril Nri – Cucumber como Lance Sullivan (Channel 4) - Ian McKellen – The Dresser como Norman (BBC Two)                                                      | - Chanel Cresswell – This Is England '90 como Kelly Jenkins (Channel 4) - Eleanor Worthington Cox – The Enfield Haunting como Janet Hodgson (Sky Living) - Lesley Manville – River como Detetive Chrissie Read (BBC One) - Michelle Gomez – Doctor Who como Missy (BBC One) |
| Melhor Performance Masculina de Comédia | Melhor Performance Feminina de Comédia |
| - Peter Kay – Peter Kay's Car Share como John Redmond (BBC iPlayer) - Hugh Bonneville – W1A como Ian Fletcher (BBC Two) - Javone Prince – The Javone Prince Show como vários (BBC Two) - Toby Jones – Detectorists como Lance Slater (BBC 4)                              | - Michaela Coel – Chewing Gum como Tracey Gordon (E4) - Miranda Hart – Miranda como Miranda (BBC One) - Sian Gibson – Peter Kay's Car Share como Kayleigh Kitson (BBC iPlayer) - Sharon Horgan – Catastrophe como Sharon Morris (Channel 4)                                 |
| Melhor Performance de Entretenimento | Melhor Drama Único |
| - Leigh Francis – Celebrity Juice (ITV2) - Graham Norton – The Graham Norton Show (BBC One) - Romesh Ranganathan – Asian Provocateur (BBC Three) - Stephen Fry – QI (BBC Two)                                                                                             | - Don't Take My Baby (BBC Three) - The C-Word (BBC One) - Cyberbully (Channel 4) - The Go-Between (BBC One) |
| Melhor Minissérie | Melhor Série de Drama |
| - This Is England '90 (Channel 4) - Doctor Foster (BBC One) - The Enfield Haunting (Sky Living) - London Spy (BBC Two) | - Wolf Hall (BBC Two) - Humans (Channel 4) - The Last Panthers (Sky Atlantic) - No Offence (Channel 4) |
| Melhor Novela e Drama Continuado | Melhor Programa Internacional |
| - EastEnders (BBC One) - Coronation Street (ITV) - Emmerdale (ITV) - Holby City (BBC One) | - Transparent (Amazon Prime) - The Good Wife (More4) - Narcos (Netflix) - Spiral (BBC Four) |
| Melhor Série ou Segmento Factual | Melhor Especialista em Fatos |
| - The Murder Detectives (Channel 4) - The Detectives (BBC Two) - Great Ormond Street (BBC Two) - The Tribe (Channel 4) | - Britain's Forgotten Slave Owners (BBC Two) - Grayson Perry's Dream House (Channel 4) - The Hunt (BBC One) - Rudolf Nureyev – Dance to Freedom (BBC Two) |
| Melhor Documentário Único | Melhor Participação |
| - My Son the Jihadi (Channel 4) - Bitter Lake (BBC iPlayer) - Life After Suicide (BBC One) - Louis Theroux: Transgender Kids (BBC Two) | - The Great British Bake Off (BBC One) - Back in Time for Dinner (BBC Two) - Kevin McCloud: Escape to the Wild (Channel 4) - Travel Man (Channel 4) |
| Melhor Reality e Fato Criado | Melhores Assuntos Atuais |
| - First Dates (Channel 4) - Gogglebox (Channel 4) - I'm a Celebrity...Get Me Out of Here! (ITV) - The Secret Life of 5 Year Olds (Channel 4) | - Outbreak: The Truth About Ebola (BBC Two) - Children of the Gaza War (BBC Two) - Escape from Isis – Dispatches (Channel 4) - Jihad: A British Story (ITV) |
| Melhor Cobertura Jornalística | Melhor Esporte |
| - Channel 4 News: Ataques de novembro de 2015 em Paris (Channel 4) - BBC News at Six: Ataques de Paris de 2015 (BBC One) - ITV News at Ten: Crise dos refugiados (ITV) - Sky News: Da Turquia para a Grécia (Sky News)                                                    | - The Ashes (Sky Sports) - The Grand National (Channel 4) - The FA Cup Final (BBC One) - Six Nations – Final Day (BBC One) |
| Melhor Evento Ao Vivo | Melhor Programa de Entretenimento |
| - Big Blue Live (BBC One) - The Sound of Music Live! (ITV) - Stargazing Live: Brit In Space, Tim Peake Special (BBC) - The Vote (More4) | - Strictly Come Dancing (BBC One) - Adele at the BBC (BBC One) - Britain's Got Talent (ITV) - TFI Friday (Channel 4) |
| Melhor Comédia Roteirizada | Melhor Comédia e Programa de Entretenimento de Comédia |
| - Peter Kay's Car Share (BBC iPlayer) - Chewing Gum (E4) - Peep Show (Channel 4) - People Just Do Nothing (BBC Three) | - Have I Got News for You (BBC One) - Charlie Brooker's Election Wipe (BBC Two) - QI (BBC Two) - Would I Lie to You? (BBC One) |
| Prêmio do Público Radio Times | |
| - Poldark (BBC One) - Doctor Foster (BBC One) - The Great British Bake Off (BBC One) - Humans (Channel 4) - Making a Murderer (Netflix) - Peter Kay's Car Share (BBC iPlayer)                                                                                             | |